# Démographie de la Pologne
En 2023, la Pologne compte une population de 37 747 000 habitants. Elle est le cinquième pays de l'Union européenne en population et le 37e pays du monde.

## Évolution de la population
| Année | Population (au 1er janvier) | Naissances | Taux de natalité (‰) | Taux de fécondité (enfants par femme) | Décès   | Taux de mortalité (‰) | Taux de variation naturelle (‰) | Solde migratoire | Croissance démographique (‰) |
| ----- | --------------------------- | ---------- | -------------------- | ------------------------------------- | ------- | --------------------- | ------------------------------- | ---------------- | ---------------------------- |
| 1960  | 29 479 900                  | 669 485    | 22,6                 |                                       | 224 167 | 7,6                   | 15,0                            | −130 218         | 15,0                         |
| 1965  | 31 338 900                  | 547 397    | 17,4                 |                                       | 232 421 | 7,4                   | 10,0                            | −102 876         | 10,0                         |
| 1970  | 32 670 600                  | 547 819    | 16,8                 |                                       | 266 799 | 8,2                   | 8,6                             | −293 620         | 8,6                          |
| 1975  | 33 845 698                  | 646 381    | 19,0                 |                                       | 296 896 | 8,7                   | 10,3                            | −10 483          | 10,3                         |
| 1980  | 35 413 434                  | 695 759    | 19,6                 |                                       | 350 203 | 9,8                   | 9,7                             | −24 125          | 9,7                          |
| 1985  | 37 063 303                  | 680 091    | 18,3                 |                                       | 383 987 | 10,3                  | 8,0                             | −18 940          | 8,0                          |
| 1990  | 38 038 403                  | 547 720    | 14,4                 | 2,06                                  | 390 343 | 10,2                  | 4,1                             | −12 620          | 4,1                          |
| 1995  | 38 580 597                  | 433 109    | 11,2                 | 1,62                                  | 386 083 | 10,0                  | 1,2                             | −18 224          | 1,2                          |
| 2000  | 38 263 303                  | 378 348    | 9,9                  | 1,37                                  | 368 027 | 9,6                   | 0,3                             | −19 669          | 0,3                          |
| 2005  | 38 173 835                  | 364 383    | 9,5                  | 1,24                                  | 368 285 | 9,6                   | −0,1                            | −12 878          | −0,1                         |
| 2010  | 38 022 869                  | 413 300    | 10,9                 | 1,41                                  | 378 478 | 9,9                   | 0,9                             | 5 027            | 0,9                          |
| 2015  | 38 005 614                  | 369 308    | 9,7                  | 1,32                                  | 394 921 | 10,3                  | −0,7                            | −12 792          | −0,7                         |
| 2020  | 37 958 138                  | 355 309    | 9,4                  | -                                     | 477 355 | 12,6                  | −3,2                            | 3 909            | −3,2                         |

La Pologne est l'un des pays européens parmi les derniers à avoir été atteints d'un net ralentissement démographique. C'est seulement en 1989 que le taux de fécondité est tombé sous le chiffre de taux de renouvellement des générations de 2,10 enfants par femme. Dans les années suivantes, la baisse du taux de fécondité s'est approfondie rapidement pour atteindre dès 1995 un niveau autour de 1,6, niveau qui a depuis encore baissé et continué sur cette tendance au XXIe siècle. La Pologne a suivi en cela le même chemin que les autres pays anciennement communistes d'Europe de l'Est. Le pays rejoint ainsi le groupe des pays européens à très basse fécondité, comprenant, outre l'Allemagne voisine, l'Espagne et l'Italie.
Aussi, depuis 2002, la Pologne compte plus de décès que de naissances. Cela, joint à un taux d'émigration de 0,3 ‰, entraîne une légère baisse de la population (−27 531 en 2003 d'après l'INED). D'après le magazine Alternatives économiques (été 2009)[réf. incomplète], la Pologne a connu un taux de croissance nul de la population en 2008, revenant à contrecarrer la baisse depuis 2002.
La cause de cette baisse de fécondité est probablement sociale : au cours des années 1990 et au début des années 2000, l'insécurité de l'emploi s'est fortement accrue (20 % de la population active était au chômage au premier trimestre 2004, mais ce taux a ensuite fortement diminué, passant sous la barre des 8 % en 2015) et les salaires demeurent inférieurs à la moyenne européenne[précision nécessaire]. La crise du logement fait que beaucoup de jeunes couples doivent loger chez leurs parents. En outre, le nombre de crèches est faible. Enfin, bien des femmes ayant un emploi craignent de ne plus pouvoir réintégrer l'entreprise après un congé de maternité.[réf. nécessaire]
La natalité a progressé de près de 10 % en 2016 et 2017, grâce à la politique familiale avantageuse introduite par le parti conservateur au pouvoir, Droit et justice. Depuis, elle ne cesse de décroître et atteint en 2020 355 309 naissances, son plus bas niveau depuis 2003. L’indice de fécondité reste également faible : il s'élève à 1,44 enfant par femme en 2019, alors que la moyenne des pays de l'Union européenne est de 1,53.

### Projection démographique
| Année | Population (au 1er janvier) - Projection de référence |
| ----- | ----------------------------------------------------- |
| 2020  | 37 930 818                                            |
| 2030  | 37 213 790                                            |
| 2040  | 35 840 028                                            |
| 2050  | 34 372 849                                            |
| 2060  | 32 848 275                                            |
| 2070  | 30 966 156                                            |
| 2080  | 29 044 721                                            |

Le pays connaît dans les années 2000 un exil de sa jeunesse, qui inquiète certains démographes,. Une étude de 2015[réf. nécessaire] indique qu'un actif sur cinq envisagerait de quitter le pays dans les 12 mois. Parmi les candidats à l'émigration, 63 % sont âgés de moins de 35 ans et 32 % ont entre 18 et 24 ans. Les causes invoquées pour un départ éventuel sont la recherche d'un meilleur salaire, un meilleur niveau de vie, une meilleure couverture sociale, de meilleures conditions dans l'exercice de leur profession et l'envie de découvrir d'autres horizons.
Parmi les destinations privilégiées, le Royaume-Uni et l'Allemagne arrivent largement en tête, pesant à eux deux pour plus de la moitié ; arrivent ensuite dans une proportion beaucoup plus faible les Pays-Bas et la Norvège.

## Migration
La Pologne connaît un solde migratoire positif depuis 2016, dû notamment à l'importante immigration ukrainienne.

### Immigration
|              | 2015    | 2016    | 2017    | 2020    | 2021    | 2022    | 2023      | 2024      |
| ------------ | ------- | ------- | ------- | ------- | ------- | ------- | --------- | --------- |
| Total        | 501 251 | 544 841 | 617 211 | 676 301 | 954 551 | 967 066 | 1 088 590 | 1 020 638 |
| Ukraine      | 336 346 | 409 304 | 451 059 | 499 536 | 651 221 | 450 353 | 550 517   | 559 406   |
| Biélorussie  | 80 889  | 36 069  | 48 615  | 61 533  | 133 595 | 301 611 | 306 447   | 234 635   |
| Géorgie      | 1 467   | 1 829   | 2 519   | 8 590   | 12 151  | 20 572  | 24 837    | 28 200    |
| Inde         | 4 675   | 8 637   | 11 549  | 10 048  | 14 290  | 22 726  | 21 620    | 22 189    |
| Russie       | 13 452  | 13 386  | 14 685  | 18 485  | 26 375  | 20 551  | 20 812    | 19 795    |
| Turquie      | 5 278   | 6 441   | 7 712   | 6 403   | 12 254  | 19 205  | 20 669    | 15 576    |
| Viêt Nam     | 9 319   | 12 115  | 12 959  | 10 398  | 10 586  | 11 913  | 13 639    | 13 289    |
| Moldavie     | 6 562   | 4 991   | 4 901   | 4 727   | 7 715   | 10 951  | 10 428    | 10 802    |
| Ouzbékistan  | 1 531   | 1 994   | 2 486   | 2 465   | 5 183   | 9 541   | 10 981    | 10 663    |
| Philippines  | 297     | 351     | 446     | 2 431   | 5 395   | 6 698   | 9 417     | 10 136    |
| Chine        | 6 799   | 8 877   | 10 607  | 6 648   | 7 162   | 6 731   | 8 165     | 8 039     |
| Kazakhstan   | 2 219   | 2 245   | 2 727   | 2 845   | 4 981   | 6 415   | 7 357     | 7 007     |
| Azerbaïdjan  | 544     | 994     | 2 105   | 2 409   | 4 212   | 6 174   | 7 225     | 5 819     |
| Arménie      | 4 057   | 4 629   | 4 630   | 3 122   | 4 207   | 4 819   | 5 798     | 5 136     |
| Népal        | 817     | 1 208   | 3 093   | 2 340   | 3 095   | 4 656   | 5 929     | 4 635     |
| Indonésie    |         |         | 433     | 1 545   | 2 345   | 3 126   | 3 547     | 4 451     |
| Bangladesh   | 404     | 983     | 1 531   | 1 676   | 2 523   | 3 693   | 5 086     | 4 414     |
| Turkménistan |         |         |         |         | 992     | 2 226   | 2 780     | 2 996     |
| Corée du Sud | 1 832   | 2 074   | 2 166   | 2 176   | 2 780   | 3 348   | 3 473     | 2 949     |
| Zimbabwe     |         |         |         | 655     | 1 734   | 1 999   | 2 811     | 2 908     |
| États-Unis   | 2 245   | 2 666   | 2 890   | 2 004   | 2 237   | 2 369   | 2 467     | 2 537     |
| Kirghizistan |         |         |         | 414     | 1 007   | 2 414   | 3 076     | 2 488     |
| Tadjikistan  |         |         |         | 582     | 1 114   | 1 553   | 2 024     | 2 346     |
| Égypte       | 1 198   | 1 486   | 1 626   | 1 503   | 1 763   | 2 175   | 2 274     | 2 233     |
| Colombie     |         |         |         |         | 487     | 740     | 1 109     | 2 155     |
| Afghanistan  |         |         |         |         | 660     | 1 772   | 1 957     | 1 894     |
| Nigeria      | 1 015   | 1 061   | 1 084   | 1 025   | 1 493   | 1 199   | 1 606     | 1 787     |
| Pakistan     | 853     | 1 226   | 1 584   | 1 162   | 1 183   | 1 420   | 1 762     | 1 721     |
| Albanie      |         |         |         |         | 613     | 855     | 1 431     | 1 693     |
| Brésil       | 349     | 519     | 762     | 1 599   | 1 837   | 1 767   | 1 558     | 1 514     |
| Tunisie      |         |         |         | 980     | 1 102   | 1 175   | 1 274     | 1 408     |
| Maroc        |         |         |         |         | 984     | 1 196   | 1 145     | 1 285     |
| Algérie      |         |         |         |         | 938     | 1 085   | 1 262     | 1 277     |
| Serbie       | 940     | 1 085   | 1 481   | 1 100   | 1 620   | 1 736   | 1 739     | 1 238     |
| Royaume-Uni  |         |         |         |         | 5 555   | 7 561   | 914       | 1 193     |
| Japon        |         |         |         |         | 905     | 1 011   | 1 067     | 1 097     |
| Mexique      |         |         |         |         | 833     | 975     | 1 026     | 1 093     |

1. ↑  Voir Diaspora ukrainienne en Pologne.
2. ↑  Voir Diaspora vietnamienne en Pologne.
3. ↑  De façon plus générale, voir Africains en Pologne.

| Pays de naissance  | 2011    | 2015    | 2020    |
| ------------------ | ------- | ------- | ------- |
| Ukraine            | 233 123 | 204 100 | 272 600 |
| Allemagne          | 76 178  | 75 400  | 100 700 |
| Biélorussie        | 85 048  | 75 000  | 100 200 |
| Lituanie           | 55 776  | 49 800  | 66 500  |
| Russie             | 42 313  | 37 700  | 50 300  |
| Royaume-Uni        | 18 209  | 34 100  | 45 600  |
| France             | 26 705  | 25 800  | 34 500  |
| États-Unis         | 11 108  | 13 500  | 18 000  |
| Italie             | 8 101   | 9 800   | 13 100  |
| Irlande            | 4 413   | 7 500   | 10 000  |
| Belgique           | 3 465   | 5 200   | 6 900   |
| Espagne            | 3 447   | 4 800   | 6 400   |
| Kazakhstan         | 5 200   | 4 500   | 6 100   |
| République tchèque | 5 143   | 4 500   | 6 000   |
| Autriche           | 3 536   | 3 700   | 5 000   |
| Autres pays        |         | 49 300  | 65 900  |
| Total              | 640 500 | 604 700 | 807 700 |

| Population immigrée | 2017      |
| ------------------- | --------- |
| Ukraine             | 438 692   |
| Biélorussie         | 148 245   |
| Allemagne           | 144 229   |
| Lituanie            | 113 201   |
| Russie              | 76 953    |
| France              | 49 150    |
| États-Unis          | 12 778    |
| République tchèque  | 8 798     |
| Autriche            | 6 119     |
| Italie              | 6 091     |
| Kazakhstan          | 4 778     |
| Roumanie            | 4 748     |
| Serbie              | 4 743     |
| Bosnie-Herzégovine  | 4 625     |
| Belgique            | 3 969     |
| Grèce               | 3 964     |
| Royaume-Uni         | 3 732     |
| Lettonie            | 3 167     |
| Bulgarie            | 2 414     |
| Viêt Nam            | 2 343     |
| Canada              | 2 207     |
| Slovaquie           | 2 149     |
| Hongrie             | 1 907     |
| Espagne             | 1 577     |
| Pays-Bas            | 1 368     |
| Arménie             | 1 181     |
| Croatie             | 1 142     |
| Total               | 1 127 771 |

| Pays d'origine | 2014  | 2015  |
| -------------- | ----- | ----- |
| Ukraine        | 1 911 | 2 010 |
| Biélorussie    | 741   | 527   |
| Arménie        | 367   | 285   |
| Russie         | 370   | 251   |
| Viêt Nam       | 289   | 222   |
| Total          | 4 518 | 4 048 |